# Station Bocholt
Station Bocholt  bevindt zich ongeveer 500 m zuidoostelijk van de binnenstad van Bocholt in de Duitse deelstaat Noordrijn-Westfalen. Dit station was het kruispunt van de lijnen Wesel - Bocholt, Bocholt - Winterswijk en Empel-Rees - Bocholt - Münster. Alleen de verbinding met Wesel is nu nog in gebruik. Deze spoorverbinding staat ook bekend als Der Bocholter.
In het midden van de jaren 90 van de twintigste eeuw is een nieuw stationsgebouw verrezen. In het oude station bevinden zich nu publieke voorzieningen zoals de bibliotheek.
In 2021 is het station gemoderniseerd waardoor de klassieke beveiling vervangen door elektronische rijwegbeveiliging en de perronhoogte is veranderd in 76 cm voor een toegankelijke instap. 

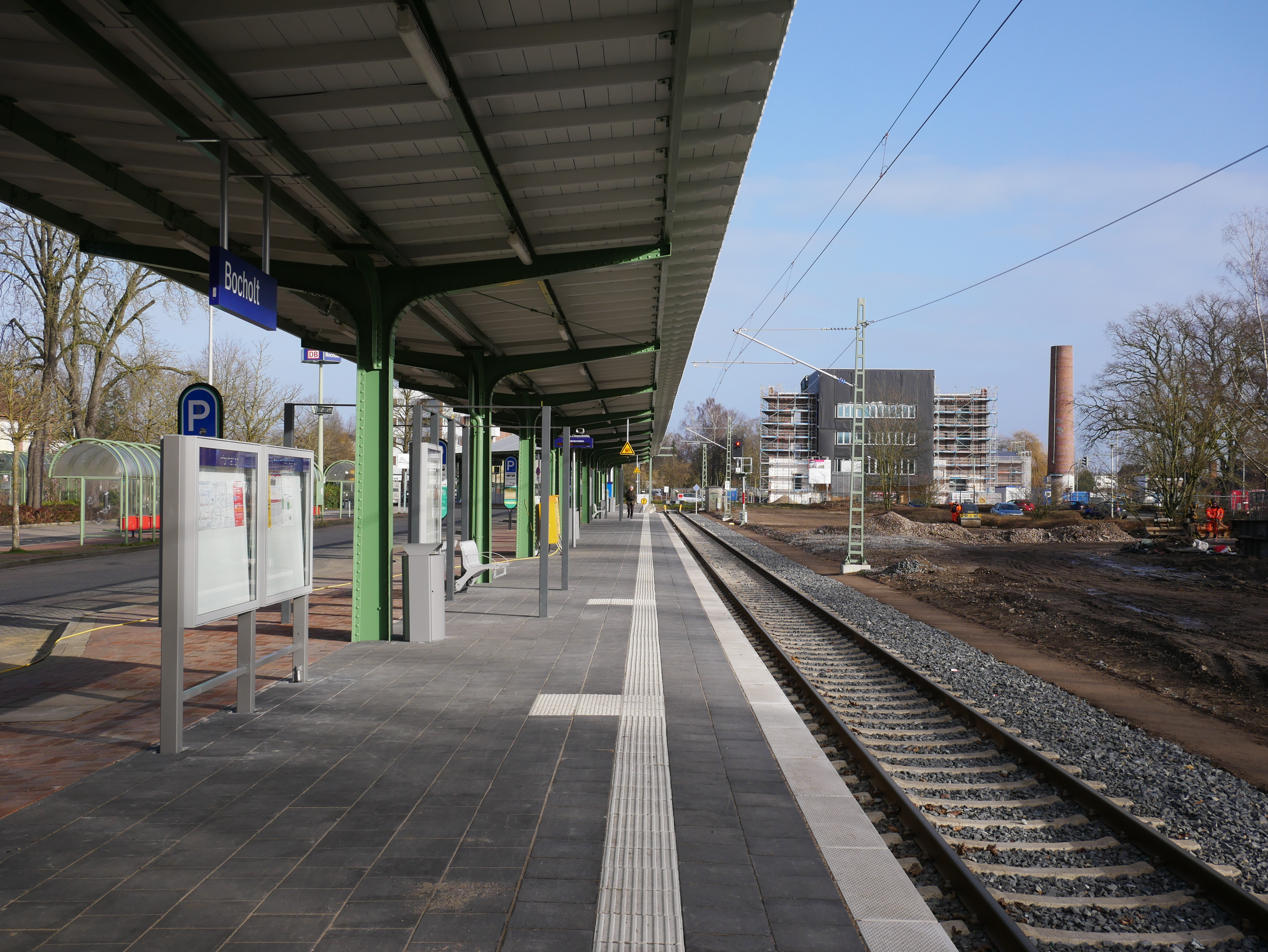
het perron na de modernisatie

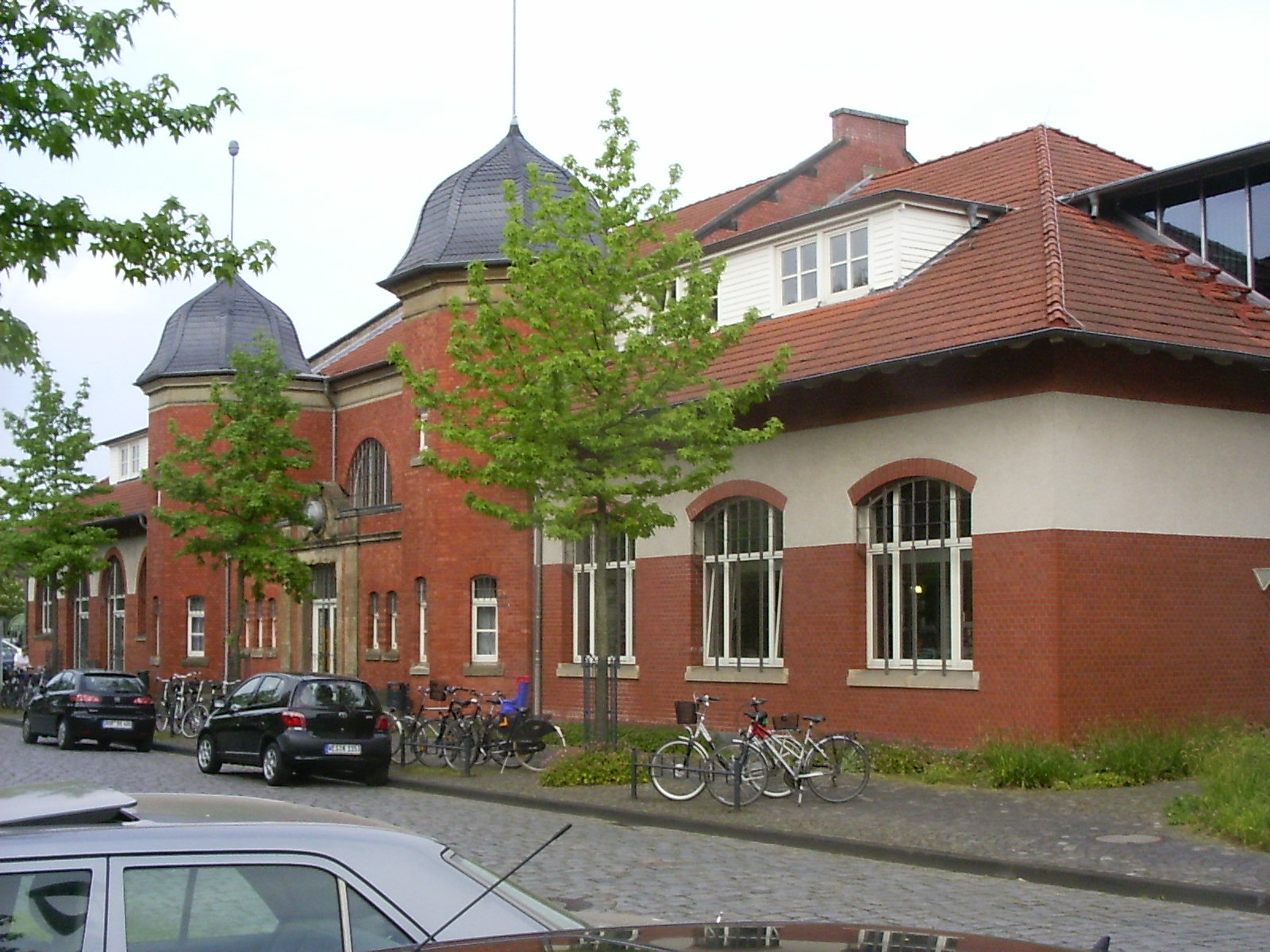
het oude stationsgebouw

Treindienst RB 32 werd uitgevoerd tot 1 februari 2022
| Serie | Treinsoort                  | Route | Bijzonderheden     |
| ----- | --------------------------- | --- | ------------------ |
| RB 32 | Regionalbahn (DB Regio NRW) | Duisburg Hbf – Oberhausen Hbf – Essen-Altenessen – Gelsenkirchen Hbf – Wanne-Eickel Hbf – Herne – Castrop-Rauxel Hbf – Dortmund Hbf | Rhein-Emscher-Bahn |

Treindienst RE 19 wordt vanaf 1 februari 2022 uitgevoerd
| Serie        | Treinsoort              | Route | Bijzonderheden |
| ------------ | ----------------------- | --- | -------------- |
| 20000 RE 19a | Regional-Express (VIAS) | Bocholt – Dingden – Hamminkeln – Blumenkamp – Wesel – Oberhausen Hbf – Duisburg Hbf – Düsseldorf Flughafen – Düsseldorf Hbf | Bocholter Bahn |

1. ↑  https://bauprojekte.deutschebahn.com/p/wesel-bocholt-elektrifizierung